# 백승철 (성우)
백승철은 대한민국의 성우이다. 2006년 KBS 32기로 입사했으며 한국방송 성우극회 소속이다.
성우로 입사하기 전, 뮤직비디오 <조성모-다음사람에게는>,<김범수-하루>,<문차일드-사랑하니까>,<쿨-점포맘보(드라마 버전)> 등에서 시나리오 작가 겸 조연출로 활동했으며 <하루>M/V 등에 깜짝 출연하기도 했다. 이후 윤미래, 샵 등이 소속된 월드뮤직 엔터테인먼트 음반기획 T.F 팀에서 근무하였고, 2008년부터 2013년까지 한국장애인국제예술단에서 감독을 맡아 예술단원들이 전문배우로 거듭나는 데 도움을 주었고 이후 2014년부터 2017년까지는 노원 장애인 자립생활센터 '어울림'을 통해 일상생활 속 편견을 깨고 이미지 재고를 위해 어떤 노력을 해야 하는 지 발성 발음을 비롯해 연기를 통해 개선할 수 있도록 지도했다. 서울예술대학 방송연예과를 수석졸업하고, 대학에서 수여하는 예술의 빛 <창의상>을 수상하기도 했다.

## 출연작품

### TV 나레이션
- 통통 대한민국 (KTV) - 2017년부터 계속
- 혁신을 혁신하라 (KTV) - 2015년부터 2017년

### TV 애니메이션
- 메타제트 (KBS) - 카를로 몬타나
- 쿵푸 공룡 수호대 (KBS) - 타코
- 탈옥의 달인 (재능TV) - 페테
- 명탐정 코난 (애니맥스) - 감식반 / 원석 / 오광석
- 명탐정 코난 (15기) (투니버스) - 조종사/ 탁영호
- 제이크와 네버랜드 해적들 (디즈니 주니어) - 본즈(시즌1~3)
- 디퍼와 메이블의 미스터리 모험 (디즈니채널) - 빌/블럽스/그렌다(女)(시즌1,2)
- 꼬마의사 맥스터핀스 (디즈니 주니어) - 끈끈이별 우이
- 유니키티! (카툰 네트워크) - 리처드, 브록
- 피니와 퍼브 (디즈니채널) - 플로이드/ 매기 등
- 미키 마우스 (디즈니채널)
- 하나주키 - 데블에센스 존스  등

### 극장판 애니메이션
- DC 리그 오브 슈퍼-펫 - 키스(얼음 기니피그)
- 랭고 - 마리아치 합창단 외
- 몬스터 대학교 - 스퀴시
- 레고 무비 - 그린 랜턴, 링컨, DJ, 저항의 피스 외
- 굿 다이노 - 퍼비스
- 카 3: 새로운 도전 - 마이크 조이라이드
- 레고 베트맨 무비
- 라야와 마지막 드래곤 - 척추 족장
- 마인그래프트 2025
- 스머프 2025

### 외화

#### 드라마
- 닥터 후 시즌 5 (KBS) - 피터
- 닥터 후 시즌 6 (KBS) - 짐 (다부드 가다미)
- 폴링스카이 (KBS) - 클릭 (브렌트 존스)
- 삼국지 (KBS) - 조표 / 손환
- 매드맨 (넷플릭스) - 켄 코스그로브 / 테드 / 긴즈버그
- 손오공의 귀환 (넷플릭스)

#### 영화
- 아메리칸 스플렌더 (KBS) - 마티(대니 호치)
- 그레이티스트 (KBS) - 와이엇(존 보이드)
- 배트맨 (KBS) - 닉 (크리스토퍼 페어뱅크)
- 은하수를 여행하는 히치하이커를 위한 안내서 (KBS) - 고래(빌 베일리)
- 마이 리틀 자이언트 - 팁스(라프 스팰)
- 아이덴티티 (KBS) - 조지(존 C. 맥긴리) / 형사(프레데릭 코핀)
- 미녀와 야수 - 로베르 신부(레이 피어론)
- 신비한 동물들과 그린델왈드의 범죄 - 카마(윌리엄 나이디람)
- 천국의 속삭임 (KBS) - 선생님(노먼 모자토)
- 수퍼 소닉 - 소령(닐 맥도너)
- 수퍼 소닉 2 - 러시아인(블라디미르 루지치) / 카폐 손님(폴 래젠비)
- 톰과 제리 - 잡호퍼(크레이그 스테인)
- 크루엘라 - 경비원(조이 아쿠비즈)
- 폴링 스카이 - 클릭(브렌트 존스)

### 게임
- 아이온
- 열혈강호2(흑독객 등)
- 제국시대
- 절벽대전
- 진짜사나이
- 극지고(웹툰게임)
- 댄스스쿨
- 검은사막
- 도탑전기
- 큐비 어드벤쳐
- 애프터라이프

### 다큐멘터리
- 2008.07.01 KBS 세계 걸작 다큐멘터리 - 워렌버핏, 빌게이츠 학교에 가다
- 2012.01.02 KBS 세상의 모든 다큐 - 릭 스타인의 스페인 요리 여행 1부
- 2012.01.03 KBS 세상의 모든 다큐 - 릭 스타인의 스페인 요리 여행 2부
- 2012.03.14 KBS 세상의 모든 다큐 - 릭 스타인의 스페인 요리 여행 3부
- 2012.03.15 KBS 세상의 모든 다큐 - 릭 스타인의 스페인 요리 여행 4부
- 2012.09.08 KBS 세상의 모든 다큐 - 릭 스타인의 요리 여행 - 미시시피의 소울푸드
- 2012.09.08 KBS 동물의 왕국 - 아메리카 정글 재규어
- 2012.09.18 ~ 2012.09.20 KBS 동물의 세계 - 바다의 열대우림, 산호초 여행
- 2013.04.08 ~ 2013.04.10 KBS 동물의 세계 - 바다의 열대우림, 산호초 여행
- 2014.11.29 KBS 동물의 왕국 - 호랑이와의 특별한 동거 1부 새로운 가족의 탄생 (上)
- 2014.11.30 KBS 동물의 왕국 - 호랑이와의 특별한 동거 1부 새로운 가족의 탄생 (下)
- 2014.12.06 KBS 동물의 왕국 - 호랑이와의 특별한 동거 2부 세상으로의 첫 발 (上)
- 2014.12.21 KBS 동물의 왕국 - 호랑이와의 특별한 동거 2부 세상으로의 첫 발 (下)
- 2014.12.27 KBS 동물의 왕국 - 호랑이와의 특별한 동거 3부 어른이 되는 법
- 2015.01.03 KBS 동물의 왕국 - 호랑이와의 특별한 동거 3부 어른이 되는 법
- 2015.01.10 KBS 동물의 왕국 - 호랑이와의 특별한 동거 4부 또 한번의 시련, 그리고 이별
- 2014.05.06 KBS 세상의 모든 다큐 - 릭 스타인의 스페인 요리 여행 1부
- 2014.05.13 KBS 세상의 모든 다큐 - 릭 스타인의 스페인 요리 여행 2부
- 2014.05.14 KBS 세상의 모든 다큐 - 릭 스타인의 스페인 요리 여행 3부
- 2014.05.21 KBS 세상의 모든 다큐 - 릭 스타인의 스페인 요리 여행 4부
- 2015.07.07 KBS 해외걸작다큐 - 1차 세계 대전 어느 병사들의 이야기 (Our World War) 제3부 전쟁 기계의 등장 - 채즈 롤랜드 役
- 2016.12.04 KBS 동물의 왕국 - 호랑이와의 특별한 동거 2부 세상으로의 첫 발 (上)

### 라디오 드라마

#### KBS
라디오 여행기 (KBS 3라디오)
- 2009.03.15 ~ 2009.04.16 김종철 <꼭 한번 가고 싶은 이스라엘> (낭독)

소설극장 (KBS 3라디오)
- 2006.07.08 ~ 2006.08.16 공지영 <우리들의 행복한 시간> (112 전화 안내)
- 2006.10.08 ~ 2006.12.18 이정명 <뿌리깊은 나무> (세종대왕)
- 2007.11.01 ~ 2008.01.14 한승원 <추사> (정학연 / 김우명 / 소동파 / 혼허 / 주인장 / 신관호 / 정학연)
- 2008.01.15 ~ 2008.04.20 최인호 <겨울 나그네> (의사 / 학생)
- 2008.04.21 ~ 2008.07.28 이경자 <혼자 눈 뜨는 아침> (정호준)
- 2014.12.15 ~ 2015.01.16 정재민 <보헤미안 랩소디> (해설)

라디오 극장 (KBS 한민족 방송)
- 2006.11.01 ~ 2006.11.30 정재민 <농땡이 사법 연수생의 짜장면 비비는 법> (조폭)
- 2007.04.01 ~ 2007.04.30 김래주 <대조선인 안용복> (기요사)
- 2007.06.01 ~ 2007.06.30 고영훈 <야망의 맨발> (중년 남자)
- 2008.07.01 ~ 2007.07.31 김려령 <완득이> (지배인 / 선생님 / 관장)
- 2008.09.01 ~ 2008.09.30 조창인 <등대지기> (형)
- 2009.01.01 ~ 2009.01.31 리지명 <삶은 어디에> (한태규)
- 2009.04.01 ~ 2009.04.30 이문열 <황제를 위하여> (척대인)
- 2009.05.01 ~ 2009.05.31 신경숙 <엄마를 부탁해> (첫째)
- 2010.04.01 ~ 2010.04.30 김영하 <검은 꽃> (이진우)
- 2012.03.01 ~ 2012.03.31 조정래 <황토> (친구1 / 김 구)
- 2013.01.01 ~ 2013.01.31 김탁환 <허균, 최후의 19일> (광해군)
- 2014.03.01 ~ 2014.04.30 천명관 <고래> (칼자국)
- 2018.02.01 ~ 최지운 <시간을 마시는 카페> (조재덕)

라디오 독서실 (KBS 2라디오)
- 2006.04.09 이청해 <예순 네 살이 되었을 때> (남자2)
- 2006.04.23 고선웅 <이발사 박봉구> (취객)
- 2006.05.14 김중혁 <회색 괴물> (의사)
- 2006.06.04 김경욱 <맥도널드 사수 대작전> (남2)
- 2006.06.18 추민주 <빨래> (공장장)
- 2006.06.25 한창훈 <나는 여기가 좋다> (남자1)
- 2006.07.16 마미성 <꽃다방 블루스> (박순경)
- 2006.07.23 이만교 <나쁜 여자, 착한 남자> (남자2)
- 2006.07.30 쑤퉁 <이혼 지침서> (경찰)
- 2006.08.20 이명랑 <하현> (사내1)
- 2006.08.27 전상국 <동행> (아이3)
- 2006.09.03 정이현 <달콤한 나의 도시> (박)
- 2006.09.24 박범신 <향기로운 우물 이야기> (남자4)
- 2006.10.22 오현종 <헨젤과 그레텔의 집> (남자1)
- 2006.11.26 이기호 <갈팡질팡하다가 내 이럴 줄 알았지> (친구3)
- 2006.12.03 김애란 <누가 해변에서 함부로 불꽃놀이를 하는가> (친구2)
- 2007.01.21 이은조 <우리들의 한글 나라> (주인)
- 2007.02.04 성석제 <저만치 떨어져 피어 있네> (사내1)
- 2007.04.15 임명철 <비밀의 규칙> (사회자)
- 2007.04.29 서하진 <요트> (사장)
- 2007.05.20 김미진 <내마음의 지도책> (남자1)
- 2007.07.01 천운영 <후에> (경비)
- 2007.07.08 정이현 <어금니> (의사)
- 2007.07.15 은희경 <아름다움이 나를 멸시한다> (남직원1)
- 2007.07.22 우현종 <소월> (김기진)
- 2007.08.05 김미월 <유통기한> (사장)
- 2007.08.12 윤정환 <유쾌한 거래> (깡통)
- 2007.08.19 공선옥 <폐경전야> (남편)
- 2007.09.09 장경섭 <종이비행기> (사회자)
- 2007.09.30 박형서 <노란육교> (행인2)
- 2007.10.28 김애란 <침이 고인다> (부장)
- 2007.11.18 유진월 <불꽃의 여자 나혜석> (직원)
- 2007.12.02 이청준 <그곳을 다시 잊어야했다> (아버지)
- 2007.12.09 김연수 <달로 간 코미디언> (경찰)
- 2007.12.16 김세인 <무녀리> (아버지)
- 2007.12.23 이경자 <꼽추네 사랑> (심씨)
- 2008.01.06 이근삼 <국물 있사옵니다>  (상학)
- 2008.01.20 정소현 <양장제본서 전기>  (사서1)
- 2008.02.10 윤성희 <이어 달리기> (사진기자)
- 2008.03.02 이현수 <남의 정원에 함부로 발들이지 마라> (남편)
- 2008.03.16 우애령 <아직도 사랑하는가> (마쓰히로)
- 2008.03.30 오수연 <길> (해설)
- 2008.04.13 권지예 <바람의 말> (현우)
- 2008.05.11 김만중 <구운몽> (염라대왕)
- 2008.05.18 박경리 <불신시대> (주지스님)
- 2008.06.01 박지원 <허생전> (변씨)
- 2008.06.15 최인훈 <광장> (변성제)
- 2008.06.29 이범선 <오발탄> (의사2)
- 2008.07.13 이혜경 <물 한모금> (인솔자)
- 2008.07.27 윤흥길 <장마> (구장)
- 2008.08.03 김승옥 <무진기행> (장인)
- 2008.09.28 김동리 <무녀도> (할아버지)
- 2008.10.12 하성란 <그 여름의 수사> (노인1)
- 2008.10.19 정채봉 <오세암> (큰스님)
- 2008.11.02 김애란 <칼자국> (아저씨)
- 2008.11.09 김영하 <오빠가 돌아왔다> (오빠)
- 2008.11.30 이문열 <금시조> (숙부)
- 2008.12.14 정이현 <삼풍백화점> (대리)
- 2008.12.21 윤성희 <봉자네 분식집> (P)
- 2010.07.25 김성종 <오해> (최형사)
- 2012.05.20 김유정 <만무방> (응칠)
- 2012.09.02 김성중 <국경시장> (나)
- 2012.12.23 이기호 <저기 사람이 나무처럼 걸어간다> (전도사)
- 2013.05.26 조해진 <홍의 부고> (안)
- 2013.09.15 고전설화 <바리데기> (오구대왕)
- 2014.04.27 김경욱 <승강기> (공)
- 2014.12.14 강  진 <멸종의 기록> (김형수)

KBS 무대 (KBS 한민족 방송)
- 2006.01.28 햇볕 창고 (런칭쇼 진행자)
- 2006.03.11 푸른 불꽃 (친구1)
- 2006.04.08 마중 가는 길 (의사)
- 2006.04.15 족두리 무덤 (장수1)
- 2006.04.29 열정적인 그녀 (가게주인)
- 2006.05.13 아줌마 사랑해 (장사)
- 2006.06.03 봉단이 (포졸1)
- 2006.06.10 사랑한다 뻐꾹아 (건달)
- 2006.06.24 숨은 말 찾기 (남자2)
- 2006.07.01 당신의 나라 (의사)
- 2006.07.22 길위의 인생 (최사장)
- 2006.07.29 푸른 별이 반짝이는 밤 (편의점 남자)
- 2006.08.05 목소리 (왕배)
- 2006.09.02 공무도하가 (장사치2)
- 2006.09.16 소가 누워 있는 섬 (남자2)
- 2006.10.07 황혼녘의 약속 (의사)
- 2006.11.04 못난 사랑 (신입남)
- 2006.11.18 다시 사랑을 기다리며 (손님1)
- 2006.12.02 펭귄 아빠에 대한 보고서 (강사)
- 2006.12.09 낚시터의 세 남자 (천렵)
- 2007.01.06 연포나루 (사공2)
- 2007.01.20 장마 (장순경)
- 2007.02.03 아버지의 가출 (남자2)
- 2007.03.17 가마니 한 장 (종업원)
- 2007.04.14 황금모래성 (구급대원)
- 2007.09.08 포구의 사랑 (교도관)
- 2007.09.22 장돌뱅이 (청년)
- 2007.12.01 숲 속의 집, 그 행복한 날들 (동네사람2)
- 2007.12.08 억수할매, 다시 돌아온 봄날 (경찰)
- 2007.12.22 아버지의 약속 (경찰)
- 2008.01.12 대설주의보 (운전자1)
- 2008.01.19 외출 (의사)
- 2008.02.02 섣달 그믐밤 (경찰3)
- 2008.02.09 고속도로 로망스 (버스 운전기사)
- 2008.02.23 새 신을 신고 (직원)
- 2008.03.22 어머니의 자리 (정대수)
- 2008.04.05 과수원 길 (친구)
- 2008.04.26 미순씨의 바다 (택배기사)
- 2008.05.03 갈릴레오를 아십니까? (기자3)
- 2008.05.17 거북바다 (일규)
- 2008.05.31 울릉도 발 마지막 배 (가이드)
- 2008.06.07 중독 (의사2)
- 2008.08.09 두 여자의 휴가 (정현)
- 2008.09.13 그대 다시는 고향에 가지 못하리 (남 기자)
- 2008.10.04 마누라 납치 사건 (경찰1)
- 2008.10.25 아빠하고 나하고 (의사)
- 2008.12.06 투명인간 (준기)
- 2009.01.03 몽당연필 (오빠)
- 2009.01.17 시간을 줍다 (의사)
- 2010.03.06 전기수傳奇, 최필의 희망가 (김길현)
- 2011.03.26 꽃 피는 바다 (남직원)
- 2012.11.03 그리운 것은 언제나 내 앞에 있다 (이상우)
- 2013.05.18 가장 멀리 있는 나 (황선용)
- 2013.08.24 진상 패밀리 (김형사)
- 2014.01.04 레모네이드 (장도훈)
- 2014.03.01 카메오 (서씨)
- 2015.05.30 엄마를 찾아줘 (영훈)
- 2018.11.03 가짜 친구들 (영구)

KBS 교통 캠페인 드라마 노란선 안전선 위에 행복  (KBS 라디오)
- 2006.01.29 다시 시작하는 카스바의 여인
- 2006.02.26 거친 세상에 내 아들을 바칩니다!
- 2006.03.26 춘천 가는 길
- 2006.04.30 죽음보다 깊은 늪
- 2006.05.28 살아 남은 자의 슬픔
- 2006.06.25 눈물로 쓴 사모곡
- 2006.07.30 하늘은 알고 있다!
- 2006.08.27 잃어버린 이름, 부칠 곳 없는 편지
- 2006.09.24 전철역에서 잃어버린 오른 팔
- 2006.10.29 나는 당신을 보내지 않았어요
- 2006.11.26 네 영혼이 숨쉬는 쉼터
- 2006.12.31 길 위에 핀 눈물 꽃
- 2007.01.28 도로에서 잃어버린 코리안 드림
- 2007.03.25 봄을 기다리던 어느 날

엄길청의 성공시대 (KBS 2라디오)
- 2006.02.27 ~ 2006.03.11 제62화 인물사진가 김재환, 나는 하루에 1mm씩 성장했다. (김교수)

다큐멘터리 인물과 사건 (KBS 1라디오)
- 2006.02.05 북에서 온 詩人, 그 여자 최진이
- 2006.02.25 한국의 무슬림, 그들의 세계 - 앗쌀라 알라이쿰
- 2006.03.05 '하인즈워드' 열풍 그리고 어느 혼혈가수의 경우
- 2006.03.12 투사 백기완의 재발견
- 2006.03.19 의료분쟁 더 이상 묵과 할 수 없다!
- 2006.04.02 개발의 그늘 강제철거
- 2006.04.30 고로, 나는 고발한다
- 2006.05.07 경계에 선 우리 땅, 독도
- 2006.05.14 52년전 독도에는 그들이 있었다.
- 2006.05.21 하송리, 이장선거 하는 날
- 2006.05.28 어느 교도관의 고백, 그때 나도 죽었다
- 2006.06.04 벽을 뚫고 나온 민중화가, 임옥상
- 2006.06.18 희귀, 난치병과의 싸움! 나는 살고 싶다
- 2006.07.02 1950년 7월, 대전에선 무슨 일이 있었나
- 2006.07,09 청년실업 실태 보고서
- 2006.07.23 조선왕조실록! 127일간의 반환대첩(大捷)!
- 2006.08.06 장미의 전쟁, 토종으로 방어하라!
- 2006.08.13 박치기왕 김일의 끝나지 않은 신화
- 2006.09.03 마웅 마웅저의 조국,버마 혹은 미얀마
- 2006.09.10 석유, 고유가 그리고 불편한 진실
- 2006.09.17 국민화가 이중섭 부활을 꿈꾸다
- 2006.10.01 어느 국군포로의 53년 만의 귀향(歸鄕)
- 2006.10.08 KTX 해고 여승무원, 우리는 달리고 싶다
- 2006.10.15 도박 열풍 코리아, 누가 그들을 부추키는가?
- 2006.11.05 이휘소는 무궁화 꽃을 보았는가?
- 2006.11.12 희망대출은행 마이크로크레디트
- 2006.11.19 집값광풍에 휩싸인 2006년 대한민국
- 2006.12.10 내 기타는 잠들지 않는다
- 2006.12.17 대한민국 보통 사람들의 오블리주
- 2006.12.24 탈북자 만명 시대, 이들이 넘어야 할 또 하나의 死線
- 2007.01.07 가수 김원중, 그의 고향 바위섬
- 2007.01.14 살신성인 그 후... 누가 그들을 울리는가?
- 2007.01.21 납북어부 최욱일씨, 32년만의 귀향
- 2007.01.28 인권 없는 광장, 대한민국 과격 시위
- 2007.02.11 북에서 온 여배우, 주순영
- 2007.02.25 사할린의 슬픔, 고국과 자식 사이에 선 사람들
- 2007.03.04 상아탑, 등록금 폭탄을 맞다
- 2007.03.11 새마을 운동, 新한류를 일으키다
- 2007.03.25 대안학교의 깃발, 간디학교의 경우
- 2007.04.01 여자야구선수 안향미, 인생의 홈런을 치다
- 2007.04.08 재외 독립유공자 후손, 그들의 슬픔과 분노
- 2007.04.15 장애인의 달 특별기획 2부작 - 제1부 “장애인에게 교육은 생명입니다"
- 2007.04.22 장애인의 달 특별기획 2부작 - 제2부 “장애인이 되고 싶은 희귀병환자들”
- 2007.05.06“다민족 코리아, 함께 가야 할 사람들”
- 2007.05.13 만 18세 이상 보육원생, 어디로 가야하나?
- 2007.05.20 남산 위의 소나무가 위험하다!
- 2007.05.27 2007년 5월, 노인들의 슬픈 자화상
- 2007.06.03 쓰레기 소각장과 화장장이 있는 여기는 행복도시
- 2007.06.17 송도국제학교 열풍, 그 현장을 가다
- 2007.06.24 57년만의 귀환, 학도병 유해 발굴
- 2007.07.01 100년만의 귀향, 티베트에서 고향을 찾아 묻히다.
- 2007.07.08 영화, 근대 문화재로 등록되다
- 2007.07.22 국기에 대한 맹세, 애국인가 강요인가
- 2007.07.29 뜨겁게 과열된 미술시장, 그 빛과 그림자
- 2007.08.05 관광 가이드, 문화 외교관인가,쇼핑 안내자인가!
- 2007.08.19 韓中수교 15주년, 우리에게 중국은 무엇인가!
- 2007.08.26 소액사건 소송 당사자들의 이유있는 항변
- 2007.09.02 '양날의 칼' 주민소환제, 어떻게 쓸 것인가
- 2007.09.16 좋은 땅 있어요! 기획 부동산의 함정
- 2007.09.23 '성분명 처방' 과연 믿을 수 있나?
- 2007.09.30 비정규직 차별하는「비정규직 보호법」
- 2007.10.07 학교 급식 식자재 최저가입찰, 위협받는 아이들 건강
- 2007.10.14 종교인 과세 논란, 어떻게 풀 것인가
- 2007.12.02 동대문 운동장, 쓸쓸한 뒷모습을 보이다
- 2008.01.06 태안 기름유출사고 한 달, 태안을 기억하라
- 2008.01.13 판소리, 대중의 문을 두드리다
- 2008.01 27 혼란속의 교실, 수능 등급제 논란
- 2008.02.03 교육의 사각지대, 야학
- 2008.02.10 전국노래자랑, MC 송해의 힘
- 2008.03.09 국민참여재판제도, 배심원제를 재판한다 !!
- 2008.03.30 不惑의 투수 송진우! 그의 20번째 시즌이 시작됐다

특집기획 라디오 다큐멘터리, 라디오 드라마 (KBS)
- 2008.03.03 KBS 3R 공사창립 기획 <영애씨의 37년만의 외출 야간 수업> (아버지 / 사회복지사)
- 2008.06.22 6.25 특집, 우리는 재일학도의용군입니다. (주일 대표부 김용주 공사)

신성원의 문화읽기 (KBS 1라디오) 
- 2008.01.20 움베르트 에코 <장미의 이름>
- 2008.02.24 J.D 샐린저 <호밀밭의 파수꾼>
- 2008.03.02 지그프리트 렌츠 <독일어 시간>
- 2008.03.09 <서유기>
- 2008.06.22 스티븐 킹 <그린마일>
- 2008.08.10 아서 코난 도일 <셜록 홈즈의 모험>
- 2008.09.14 아이작 아시모프 <아이 로봇>
- 2008.11.16 클라이브 바커 <피에첵; 미드나잇 미트 트레인>

다큐멘터리 역사를 찾아서 (KBS 1라디오)
- 2012.03.04 ~ 2012.07.01 (이성계)

북방동포 체험수기 특집 2부작 <한민족의 얼을 지키는 사람들> (KBS 한민족 방송)
- 2010.12.30 제1부 우리는 한민족 (아버지 / 삼촌)

대한민국 경제실록 (KBS 1라디오)
- 2011.01.27 ~ 2011.03.09 제05화 수출입국-영광과 시련의 발자취 (오원철)

연중기획 <이제, 나는 대한민국 국민입니다> (KBS 한민족 방송)
- 2014.02.28 제02부 우리들의 영원한 동지 황장엽 (황장엽)

다큐멘터리 혁신의 승부사 (KBS 1라디오) 
- 2014.05.14 ~ 2014.07.25 제4화 게임, 산업으로 탄생하다.(넥슨 김정주 회장 역)

#### 국악방송
책 읽는 아침 (국악방송)
- 2009년 ~ 2010년  소설 낭독
- 2011년 ~ 현재 각종 SPOT 및 캠페인 고지 녹음
- 2015.10.05 ~ 2015.12.25 설야[雪夜]   (삼득/유흠/배중배 外)

#### TBS
입체낭독 라디오 문학관 (TBS)
- 2009.01.12 ~ 2009.01.18 은희경 <특별하고도 위대한 여인>
- 2009.02.16 ~ 2009.02.20 김경욱 <99%>
- 2009.04.20 ~ 2009.04.24 조해진 <지워진 그림자>
- 2009.06.01 ~ 2009.06.05 편혜영 <크림색 소파의 방>
- 2009.06.22 ~ 2009.07.03 박상우 <내마음의 옥탑방>

TBS 창립 20주년 특별기획 다큐 드라마 '서울 600년을 걷다'  (TBS)
- 2010.03.29 ~ 2010.04.30 하륜 편 (이방석/김인규)
- 2010.05.03 ~ 2010.05.28 황희 편 (조대림/표은평)
- 2010.05.31 ~ 2010.06.25 성삼문 편 (김질)
- 2010.06.28 ~ 2010.07.30 한명회 편 (김승규/홍윤성/김질/낭독)
- 2010.08.30 ~ 2010.10.01 유성룡 편 (대신/부하/백성)
- 2010.10.04 ~ 2010.10.29 이항복 편 (주청사)
- 2010.11.01 ~ 2010.12.03 최명길 편 (김상룡/사관/장병)
- 2011.01.03 ~ 2011.01.28 홍국영 편 (윤약연)
- 2011.02.07 ~ 2011.03.11 대원군과 명성왕후 편 (수신사)

### TV 출연
- 2011.09.16 KBS 사랑의 가족 1821회 <우리 이야기로 만든 희망 뮤지컬 - 창작뮤지컬 ONE&ONE>
- 2013.01.26 KBS 아침마당 - 가족이 부른다

### 공연
- 2009 뮤지컬 콘서트 <드림> (출연)
- 2010 더빙 퍼포먼스 <몽이의 환상 여행> 아라 역
- 2011~2012 창작뮤지컬 <ONE&ONE> 연출 및 재활의학과 의사 역
- 2011~2012 연극 <향단이 날다> 이몽룡 역
- 2012.05.11 <발레와 함께 하는 뮤지컬 갈라 콘서트> (평창문화예술회관 대극장)
- 2012 창작뮤지컬 <ONE&ONE, LA초청공연> 연출 및 재활의학과 의사 역
- 2013.11 창작뮤지컬 <그 여자가 이사왔다> 각색 및 연출
- 2013.12 뮤라마 <천년을 그리다> 태평 역
- 2015.5.27~28 럭셔리브랜드모델어워즈 메인M.C
- 2016.11.19 연극 <더 미라클> 극본 및 연출
- 2017.11.    연극 <그 놈의 향기> 극본 및 연출
- 2017.04.06 혜화아트센터 <브레멘 음악대> 전시회 M.C

### 오디오 드라마
- 표면장력 (SSOOP) (권정욱)
- 맹세 (Aco) (강호식)
- 밀애 (Aco) (하일록/최철련)
- 갈애 (Aco) (하일록)
- 헤어짐의 방법 (Aco) (신권주)
- 애늙은이 (Aco) (람)